# Каетан фон Фельдер
Каетан фон Фельдер (нім. Cajetan von Felder, *19 вересня 1814, Відень — †30 листопада 1894, там само) — австрійський юрист і політичний діяч, ентомолог; з 1878 року — барон.
Був адвокатом і доцентом міжнародного права і статистики у Віденському університету. З серпня та жовтня 1848 року був членом віденської думи.
Після взяття Відня військами Віндішгреца Фельдер здійснив великі подорожі Європою та Азією, де зібрав значні природно-історичні колекції (особливо велике значення має його колекція індійських метеликів) і написав декілька робіт з природознавства.
У 1861 році обраний до нижньоавстрійського ландтагу та у віденську думу, після цього став віце-бургомістром, а в 1868 році — бургомістром Відня. При ньому врегульовано течію Дунаю, значно розширено мережу конок, покращена шкільна справа та інше. У 1878 році склав з себе обов'язки бургомістра і до 1884 року перебував нижньоавстрійським ландмаршалом (президентом ландтагу за призначенням). З 1869 року був членом палати панів австрійського рейхсрату.
Син Каетана, Рудольф, також став відомим ентомологом.

## Праці
- Die Gemeindeverwaltung der Reichshaupt und Residenzstadt Wien 1867-77(у 3 томах). — Відень, 1872—1877.

## Описані види
- Bathyphlebia — рід лускокрилих з родини сатурнієвих, підродини Ceratocampinae.
  - Bathyphlebia aglia вид цього роду
- Schausiella — рід лускокрилих з родини сатурнієвих, підродини Ceratocampinae.